# Jiřina Steimarová
 Jiřina Steimarová  (ur. 24 stycznia 1916 w Pradze, zm. 7 października 2007 w Pradze) – czeska aktorka; wnuczka Vendelína Budila, córka Anny Steimarovej i Jerzyho Steimara, matka Jerzyho Kodeta i Evelyny Steimarovej.

## Biogram
W latach 1931-32 studiowała na praskim konserwatorium. Rok później Karel Hugo Hilar zaangażował ją do Teatru Narodowego, gdzie działała do 1952 r. Wtedy objęła stanowisko w Teatrze Muzycznym w Pradze-Karlinie.
W latach 1965-67 członkini Teatru Moraw Północnych w Šumperku, 1967-69 Teatru Wschodnioczeskiego w Pardubicach i 1977-78 w praskim Klubie Dramatycznym.
Aktorka szerokiego indeksu ról, z psychologicznych aż po komediowe. Wykorzystywana przede wszystkim w filmie.

## Role teatralne dramatyczne
- Sefa (B. Viková-Kunětická, Holčička, 1940)
- Ivana (Václav Kliment Klicpera, Zlý jelen, 1942)
- Dišperanda (Jan Drda, Hrátky s čertem, 1945)

## Role teatralne operetkowe
- Mastílková (J. K. Tyl, Fidlovačka)
- Pani Higgins (F. Loewe-A. J. Lerner, My Fair Lady)
- Drigalská (Oskar Nedbal, Polská krev)

## Role telewizyjne
- serial Hříšní lidé Města pražského (1969)
- serial 30 případů majora Zemana (1974-1979)
- serial Bambinot (1984)
- serial Pomalé šípy (1993)

## Filmografia
- Město nic neví (1975)
- Šašek a královna (1987)
- V hlavní roli Oldřich Nový (1980)
- Einstein kontra Babinský (1963)
- Dobry wojak Szwejk (1957)
- Wrześniowe noce (1957)
- Srebrny wiatr (1956)
- Góra tajemnic (1956)
- Psiogłowcy (1955)
- Błysk przed świtem (1951)
- Týden v tichém domě (1947)
- Paklíč (1944)
- Poslední Podskalák (1940)
- Maskovaná milenka (1940)
- Děvčata, nedejte se ! (1937)
- Irčin románek (1936)
- Sextánka (1936)
- Pozdní láska (1935)
- Na Svatém Kopečku (1934)
- Poslední muž (1934)